# Armin Lange
Armin Alfred Johann Caspar Lange (* 20. Dezember 1961 in Rahden) ist ein deutscher Judaist.

## Leben
Von 1982 bis 1990 studierte er an der Fakultät für Protestantische Theologie der Universität Münster (Magisterarbeit bei Hans-Peter Müller). Nach der Promotion 1994 in Münster bei Hermann Lichtenberger und der Habilitation 2001 bei Bernd Janowski in Tübingen lehrt er seit 2004 als Professor für das Judentum des zweiten Tempels an der Universität Wien. Seit 2012 ist er korrespondierendes Mitglied der philosophisch-historischen Klasse der Österreichischen Akademie der Wissenschaften.

## Schriften (Auswahl)
- Weisheit und Torheit bei Kohelet und in seiner Umwelt. Eine Untersuchung ihrer theologischen Implikationen. Frankfurt am Main 1991, ISBN 3-631-43889-3.
- Weisheit und Prädestination. Weisheitliche Urordnung und Prädestination in den Textfunden von Qumran. Leiden 1995, ISBN 90-04-10432-1.
- Vom prophetischen Wort zur prophetischen Tradition. Studien zur Traditions- und Redaktionsgeschichte innerprophetischer Konflikte in der hebräischen Bibel. Mit einem Index. Tübingen 2002, ISBN 3-16-147732-4.
- mit Matthias Weigold: Biblical quotations and allusions in second temple jewish literature. Göttingen 2011, ISBN 3-525-55028-6.